# Wyndham (Wirginia)
Wyndham – jednostka osadnicza w Stanach Zjednoczonych, w stanie Wirginia, w hrabstwie Henrico.